# Bentley Bentayga
Bentley Bentayga – samochód osobowy typu SUV klasy luksusowej produkowany pod brytyjską marką Bentley od 2015 roku. 

## Historia i opis modelu

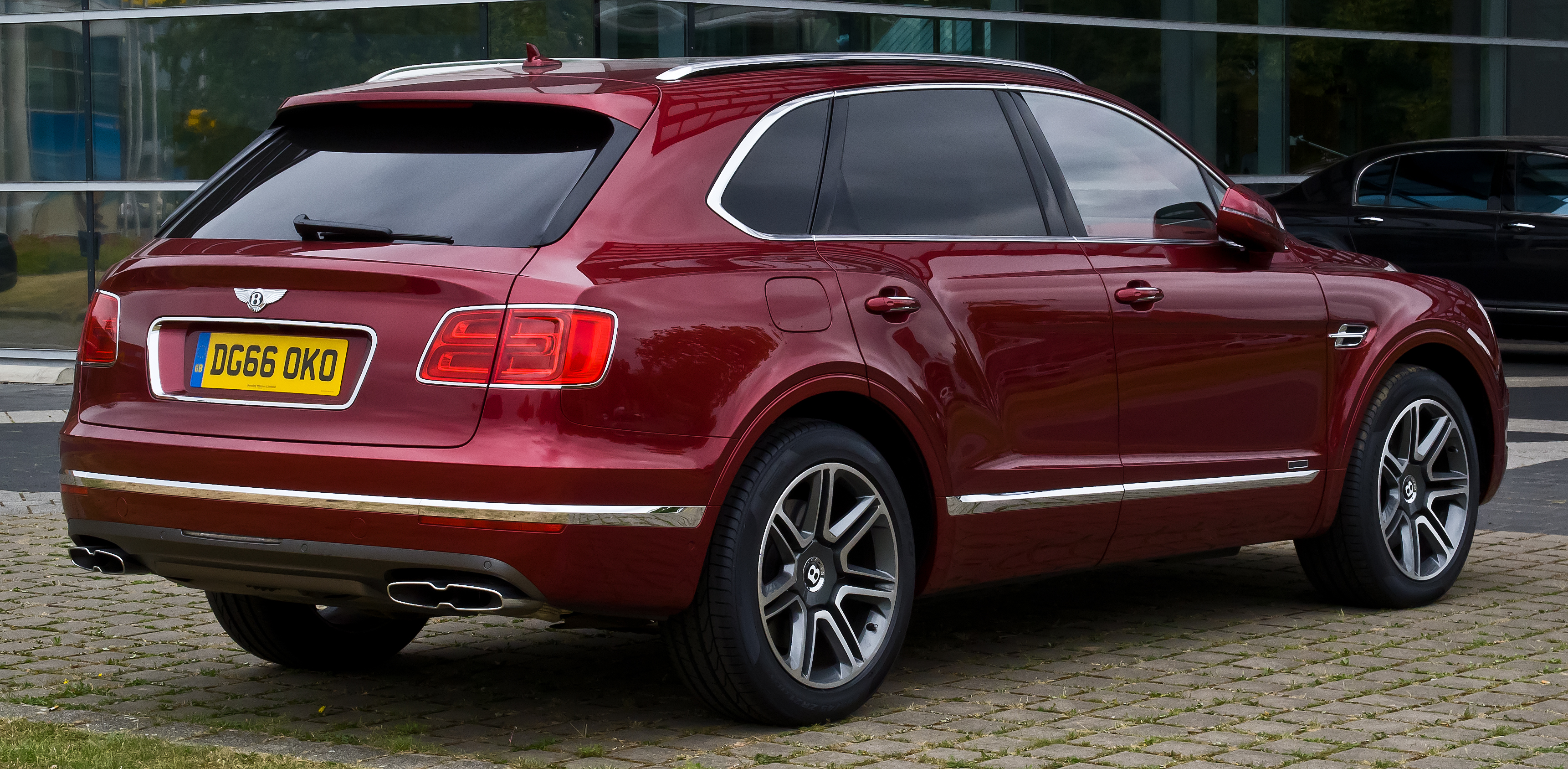
Bentley Bentayga - tył

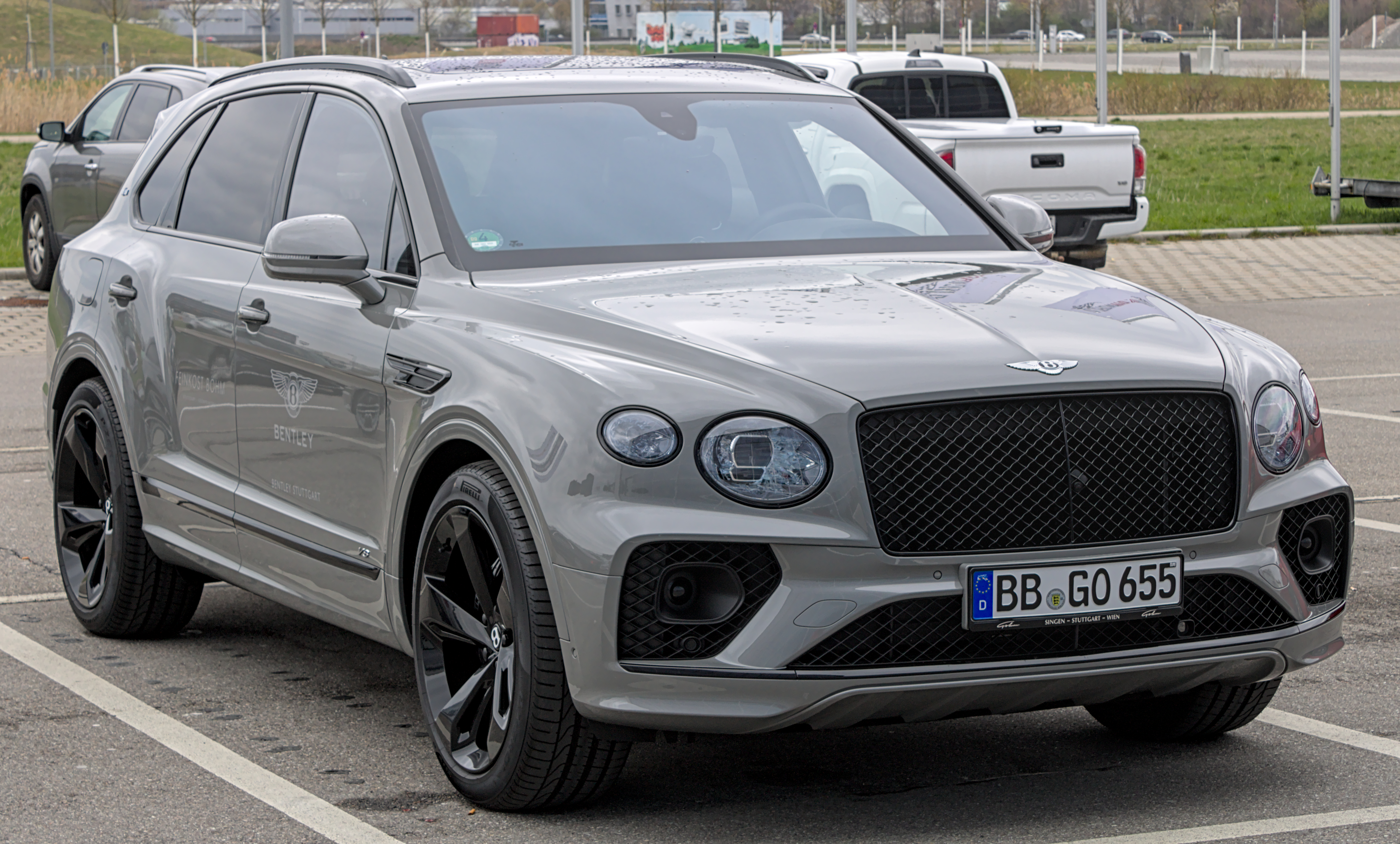
Bentley Bentayga po liftingu

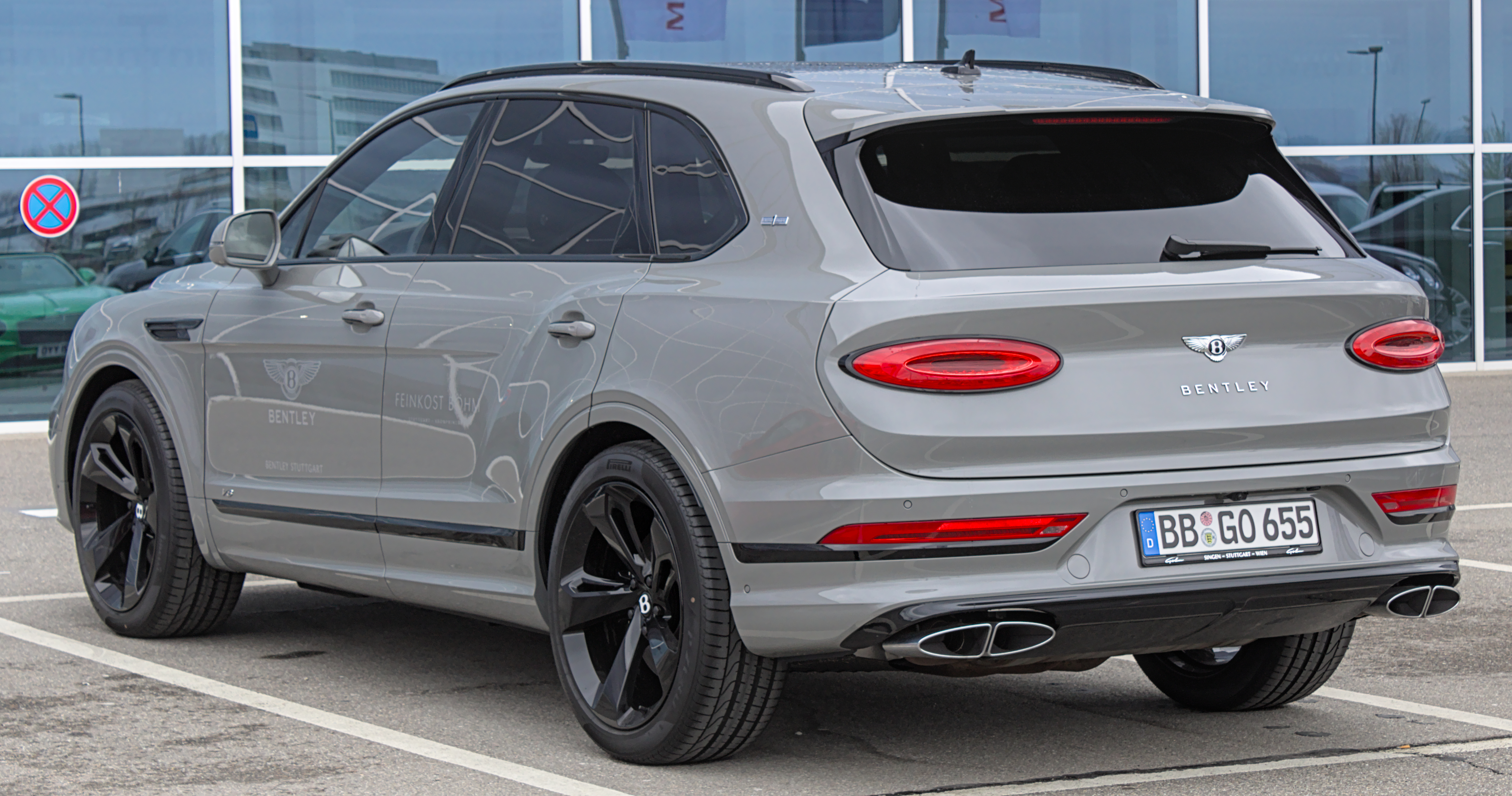
Bentley Bentayga - tył po liftingu

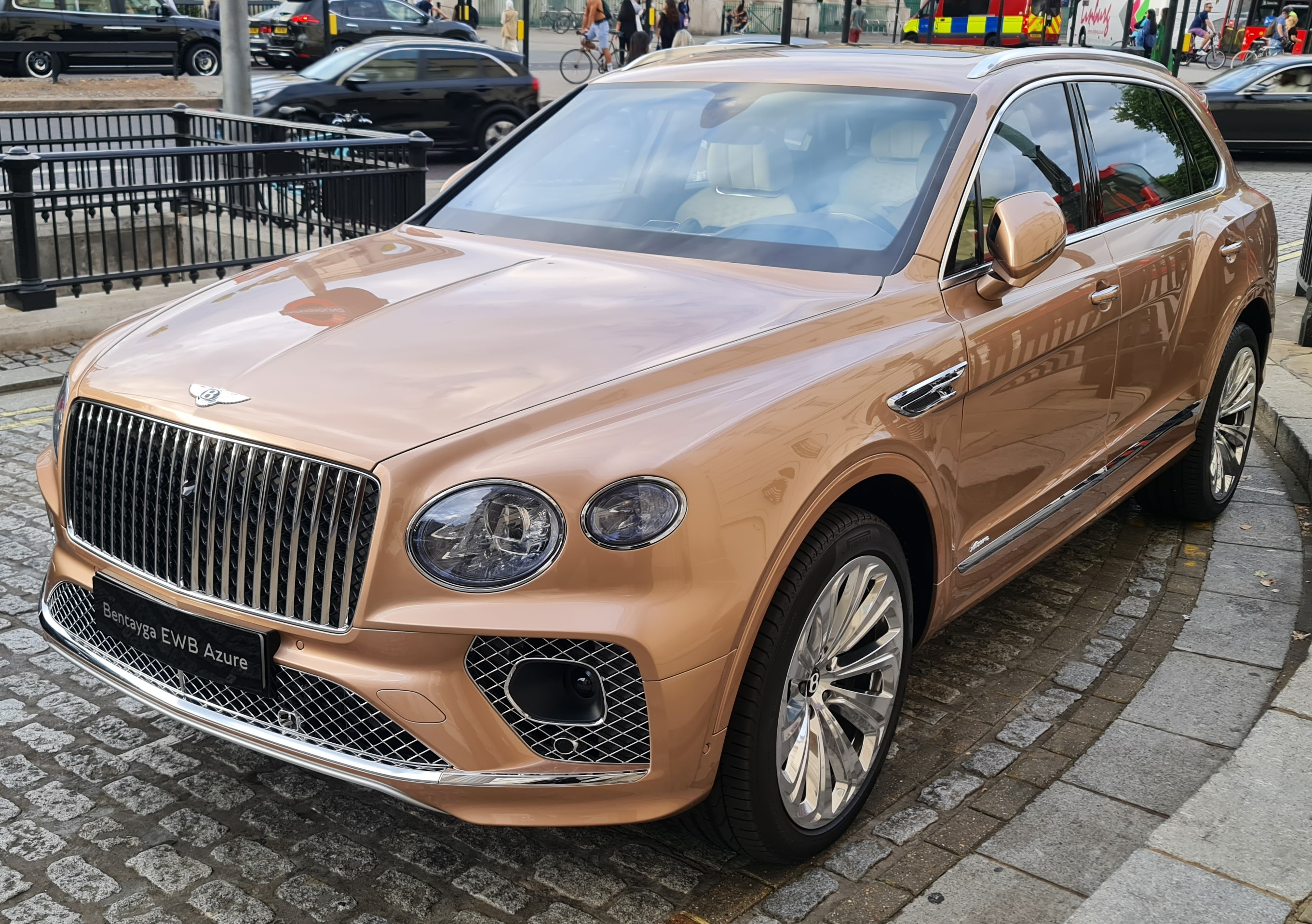
Bentley Bentayga EWB

Samochód został po raz pierwszy zaprezentowany jako koncept pod nazwą EXP 9 F podczas targów motoryzacyjnych w Genewie w 2012 roku. Wersja produkcyjna pojazdu zaprezentowana została oficjalnie podczas targów motoryzacyjnych we Frankfurcie we wrześniu 2015 roku. Auto zbudowane zostało na bazie płyty podłogowej MLB, dzielonej m.in. z drugą generacją modelu Audi Q7.
Pojazd otrzymał charakterystyczny dla marki pas przedni z okrągłymi reflektorami przedzielonymi dużą atrapą chłodnicy. Nadwozie pojazdu wykonane zostało z aluminium. Auto wyposażone zostało w podwójnie doładowany silnik benzynowy W12 TSI o pojemności 6 l i mocy 608 KM oraz 900 Nm maksymalnego momentu obrotowego wyposażony w system dezaktywacji części cylindrów oraz bezpośredni wtrysk paliwa. Moc przenoszona jest za pomocą 8-biegowej automatycznej skrzyni biegów na cztery koła pojazdu. Prędkość maksymalna pojazdu wynosi 301 km/h, a przyśpieszenie od 0 do 100 km/h zajmuje 4,1 s. 
W drugiej połowie 2016 roku do sprzedaży wprowadzono wersję napędzaną silnikiem wysokoprężnym zapożyczonym z modelu Audi SQ7. 4 l silnik TDI dysponuje mocą 429 KM oraz 900 Nm maksymalnego momentu obrotowego. Prędkość maksymalna pojazdu wynosi 270 km/h, a przyśpieszenie od 0 do 100 km/h 4,8 s.

### Bentayga PHEV
W styczniu 2021 roku Bentley zaprezentował odnowioną Bentaygę w wariancie hybrydowym. Auto korzysta z 3-litrowego silnika twin-turbo V6 oraz jednostki elektrycznej. Łączna moc układu wynosi 449 KM i 700 Nm maksymalnego momentu obrotowego. Auto w trybie w pełni elektrycznym przejedzie do 50 km rozpędzając się do prędkości 135 km/h. Czas ładowania od 0 do 100% trwa do 2,5 godziny w przypadku użycia najbardziej wydajnego złącza. Maksymalny zasięg według standardu NEDC to 862 kilometry.

### Lifting
W lipcu 2020 roku Bentley przedstawił Bentaygę po gruntownej restylizacji, która objęła zarówno wygląd nadwozia, jak i projekt deski rozdzielczej. Pas przedni zyskał zmodyfikowaną, większą atrapę chłodnicy, a także obszerniejsze reflektory z główną soczewką w bardziej owalnym kształcie. Tylne lampy, dotychczas w formie prostokątów o zaokrąglonych kantach, zastąpiły nowe, owalne nawiązujące do modelu Continental. Tablica rejestracyjna została z kolei przeniesiona na zderzak.
Nowy projekt deski rozdzielczej uwzględnił zastąpienie dotychczasowych, okrągłych nawiewów tymi w bardziej podłużnym, prostokątnym kształcie. Ponadto, pojawił się też odświeżony projekt konsoli centralnej i większy, 10,9-calowy ekran dotykowy.

### Wyposażenie
- First Edition

Standardowe wyposażenie pojazdu obejmuje m.in. system ABS i ESP, elektryczne sterowanie szyb, elektryczne sterowanie lusterek, 8-calowy ekran dotykowy systemu multimedialnego, połączenie z internetem, pokładowy dysk twardy o pojemności 60 GB, wielofunkcyjną kierownicę, klimatyzację automatyczną, wyświetlacz HUD, pokrętło do wybrania trybu jazdy, regulację prześwitu pneumatycznego zawieszenia, skórzaną tapicerkę, przednie fotele z funkcją masażu, podgrzewania, wentylacji, a także 22-stopniowej regulacji oraz dwa 10-calowe tablety dla pasażerów z systemem Android, asystenta utrzymywania pasa ruchu i aktywny tempomat, a także 20-calowe alufelgi i 18-głośnikowy system audio Naim o łącznej mocy 1950 watów. 
Klient posiada także możliwość skonfigurowania unikalnej Bentaygi pod własne upodobania np: możliwość posiadania 4 bądź 5 miejsc siedzących, możliwość automatycznego otwierania bagażnika za pomocą ruchu nogi czy możliwość posiadania urządzenia do sterowania Bentaygą. 
Opcjonalnie, auto wyposażyć można także w zestaw piknikowy oraz szwajcarski zegarek "Mulliner Tourbillon" markowany logo Breitlinga, którego cena wynosi około 150 tysięcy Euro a także w 21 lub 22-calowe alufelgi. Istnieje także wersja Bentley Bentayga Diesel, która różni się wersją bez Diesel np: możliwością posiadania 7 miejsc siedzących oraz dodanie znaczku V8-DIESEL na drzwiach samochodu. 

### Silniki
| Silnik                | Pojemność skokowa [cm³] | Typ silnika        | Moc maksymalna [KM] przy obr./min | Maks. moment obrotowy [Nm] przy obr./min | Przyspieszenie 0-100 km/h [s] | Prędkość maks. [km/h] |                    |                    |                    |
| Silniki benzynowe:    | Silniki benzynowe:      | Silniki benzynowe: | Silniki benzynowe:                | Silniki benzynowe:                       | Silniki benzynowe:            | Silniki benzynowe:    | Silniki benzynowe: | Silniki benzynowe: | Silniki benzynowe: |
| --------------------- | ----------------------- | ------------------ | --------------------------------- | ---------------------------------------- | ----------------------------- | --------------------- | ------------------ | ------------------ | ------------------ |
| W12 6.0 TwinTurbo TSI | 5998                    | W12                | 608 (446)/5250-6000               | 908/1250-4500                            | 4,1                           | 301                   |                    |                    |                    |
| Silniki wysokoprężne: |                         |                    |                                   |                                          |                               |                       |                    |                    |                    |
| V8 4.0 TDI            | 3996                    | V8                 | 429 (b.d.)/3750                   | 900/1000                                 | 4,8                           | 270                   |                    |                    |                    |